# Centris rhodomelas
Centris rhodomelas är en biart som beskrevs av Timberlake 1940. Centris rhodomelas ingår i släktet Centris och familjen långtungebin. Inga underarter finns listade.